# Rosedale (Nouvelle-Zélande)
Rosedale est une banlieue de la cité d’Invercargill, la ville la plus au sud du pays, située dans le sud de l’Île du Sud de la Nouvelle-Zélande

## Population
La population était de 3 828 résidents lors du recensement de 2013 en Nouvelle-Zélande, soit en diminution de 57 personnes depuis le recensement de 2006.